# Євпсихій
Євпсихій (від грец. Ευψύχιος — «благодушний») — чоловіче особове ім'я.

## Найвідоміші носії
Мученик Євпсихій — святий православної церкви.